# Münchens tunnelbana
Münchens tunnelbana bildar tillsammans med Münchens pendeltåg ryggraden i stadens kollektivtrafik. Tunnelbanan öppnades 1971 och nätet är med totalt 103,1 kilometer ett av de tätaste stationsnäten per invånare. Tunnelbanan sköts av Münchens kollektivtrafik MVG. Stationerna har olika utformning, färg, design och ofta konstnärlig utsmyckning så att man lätt ska kunna orientera sig var man är.

## Historia
Münchens tunnelbana började byggas på 1960-talet men redan 1905 fanns planer på en första tunnelbana som skulle gå ungefär där sträckan mellan Hauptbahnhof och Ostbahnhof går. Det fanns även visioner om en ringbana. Då München inte hade den storlek som krävdes, var planerna överdimensionerade för dåtidens stad och var inte realiserade. Spårvägen löste kollektivtrafiken. I slutet av 1920-talet uppkom återigen planer men den ekonomiska stagnation gjorde att de ställdes in igen. I Nazityskland planerades en tunnelbana och byggandet påbörjades men andra världskriget stoppade byggandet. 
1953 påbörjades återigen planerna på att bygga tunnelbana men första återbyggdes det av kriget förstörde spårvägsnätet. Efterhand som trafiken tätnade och trafikstockningar blev vanligare aktualiserades tunnelbana som alternativ. München växte i rasant takt under 1950-talet till en miljonstad. 1955-1959 tog man fram olika planer för ett tunnelbanenät alternativt en stadsbana. 1964 följde beslutet att bygga en tunnelbana på 17 km som skulle ersätta spårvägen i stadens centrum. Fristaten Bayern, Münchens stad och Deutsche Bundesbahn gick samman för att realisera planerna på underjordisk pendeltågs- och tunnelbanetrafik. 1964 grundades ett bolag för byggandet.

### Tunnelbanebygget startar

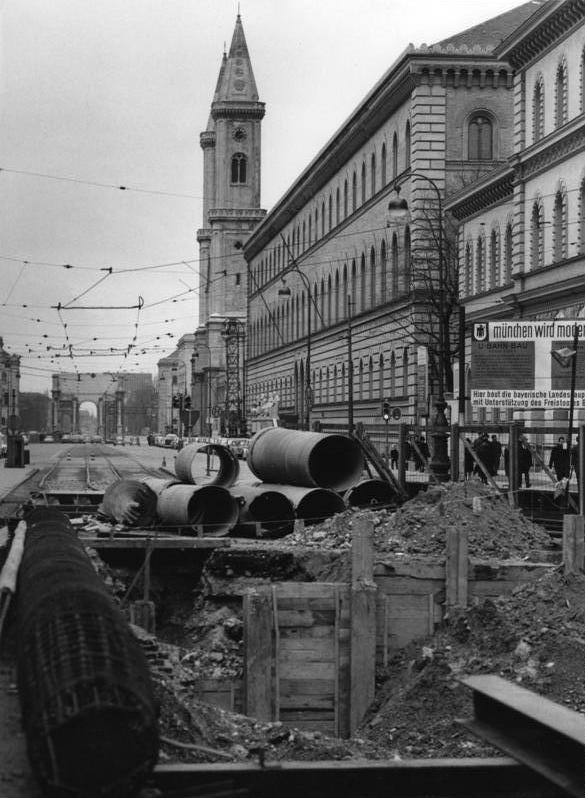
Tunnelbanebygge 1967.

1 februari 1965 togs det första spadtaget till tunnelbanan av Bayerns ministerpresident Alfons Goppel och Münchens borgmästare Hans-Jochen Vogel vid stationen Nordfriedhof (då fortfarande planerad under namnet Schenkendorfstraße). 1966 fick tunnelbanan en skjuts framåt då IOK tilldelade München 1972 års olympiska sommarspel. Nu gällde det att bygga upp ett fungerade trafiknät för spelen. Münchens stad ändrade planerna genom ett beslut 16 juni 1966. Det stod klart att man behövde ekonomiska resurser utifrån och delstaten Bayern gick in i ett gemensamt bolag Münchner Tunnel-Gesellschaft mbH.
7 oktober 1970 kom slutligen beslutet att man skulle bygga tre stamsträckor istället för fyra genom stadens centrum som skulle bli till två linjer till de yttre områden på respektive stamsträcka. Skälen var de höga kostnader för att bygga i Münchens historiska innerstad och att varje linje skulle komma att användas mer. Varje linje skulle bära sig bättre ekonomiskt. Man räknade med att spara en halv miljard DM genom åtgärderna. Det då planerade linjenät förverkligades i stora drag under de följande två decennierna. Det var i de yttre stadsområdena som ändringar kom att ske. Nätets kärna ligger i innerstadens stationer Hauptbahnhof, Odeonsplatz och Sendlinger Tor.
19 oktober 1971 var det premiär för tunnelbanan då linje U6 startade mellan Kieferngarten och Goetheplatz på en sträcka på 12 km. 8 maj 1972 öppnades linje U3, den så kallade Olympialinjen (Olympialinie) för de olympiska spelen. Då hade 10 dagar tidigare pendeltågslinjen till Olympiaområdet öppnats.

## Linjenät
Linjenätet i Münchens totalbana har en total sträcka på 103,1 kilometer och har totalt 100 stationer (inklusive stationer med flera perronger). Tågen når 80 km/h vilket gör de till de snabbaste tunnelbanetågen i Tyskland. 
Förutom U5 och U6 åker alla linjer under jorden. U5 går i det södra linjeslutet i Neuperlach Süd ovan jord och U6 går ovan jord i den norra delen mot Studentenstadt. På alla linjer går tågen i regel i en takt om 10 minuter. Vid rusningstid går tågen i en takt om 5 minuter inklusive förstärkningslinjer dock ej på linjernas hela sträcka. I början och slutet av trafikdygnet går de flesta tåg i en takt om 20 minuter eller mer. Förutom de tidiga och sena linjerna har de flesta linjer långa tåg med 6 vagnar. Linjerna U4 är undantagen då de mestadels använder tåg med fyra vagnar. 
Det finns tre stamsträckor genom Münchens innerstad där varje trafikeras av två linjer (förstärkningslinjer ej medräknade). De äldsta sträckorna trafikeras av U3 och U6 (från Münchner Freiheit till Implerstraße och har blå färg. U1 och U2 kör mellan Münchens centralstation (Hauptbahnhof) och Kolumbusplatz och har röd färg. Den sist byggda stammsträckan har gul färg och trafikas av U4 och U5 och går mellan Westendstraße och Max-Weber-Platz.
Tunnelbanans sex linjer: 
| Linje | Sträckning | Längd    |
| ----- | --- | -------- |
| U1    | Olympia-Einkaufszentrum – Rotkreuzplatz – Hauptbahnhof – Sendlinger Tor – Kolumbusplatz – Mangfallplatz                                                                                                   | 12,18 km |
| U2    | Feldmoching – Harthof – Scheidplatz – Hauptbahnhof – Sendlinger Tor – Kolumbusplatz – Giesing – Innsbrucker Ring – Trudering – Messestadt Ost                                                             | 24,37 km |
| U3    | Moosach – Olympia-Einkaufszentrum – Olympiazentrum - Scheidplatz – Münchner Freiheit – Odeonsplatz – Marienplatz – Sendlinger Tor - Implerstraße – Obersendling – Fürstenried West                        | 21,44 km |
| U4    | Westendstraße – Heimeranplatz – Theresienwiese – Hauptbahnhof – Karlsplatz (Stachus) – Odeonsplatz – Max-Weber-Platz – Arabellapark                                                                       | 9,24 km  |
| U5    | Laimer Platz – Westendstraße – Heimeranplatz – Theresienwiese – Hauptbahnhof – Karlsplatz (Stachus) – Odeonsplatz – Max-Weber-Platz – Ostbahnhof – Innsbrucker Ring – Neuperlach Zentrum – Neuperlach Süd | 15,43 km |
| U6    | Garching-Forschungszentrum – Fröttmaning – Münchner Freiheit – Odeonsplatz – Marienplatz - Sendlinger Tor – Implerstraße – Harras – Klinikum Großhadern                                                   | 27,41 km |

## Stationer

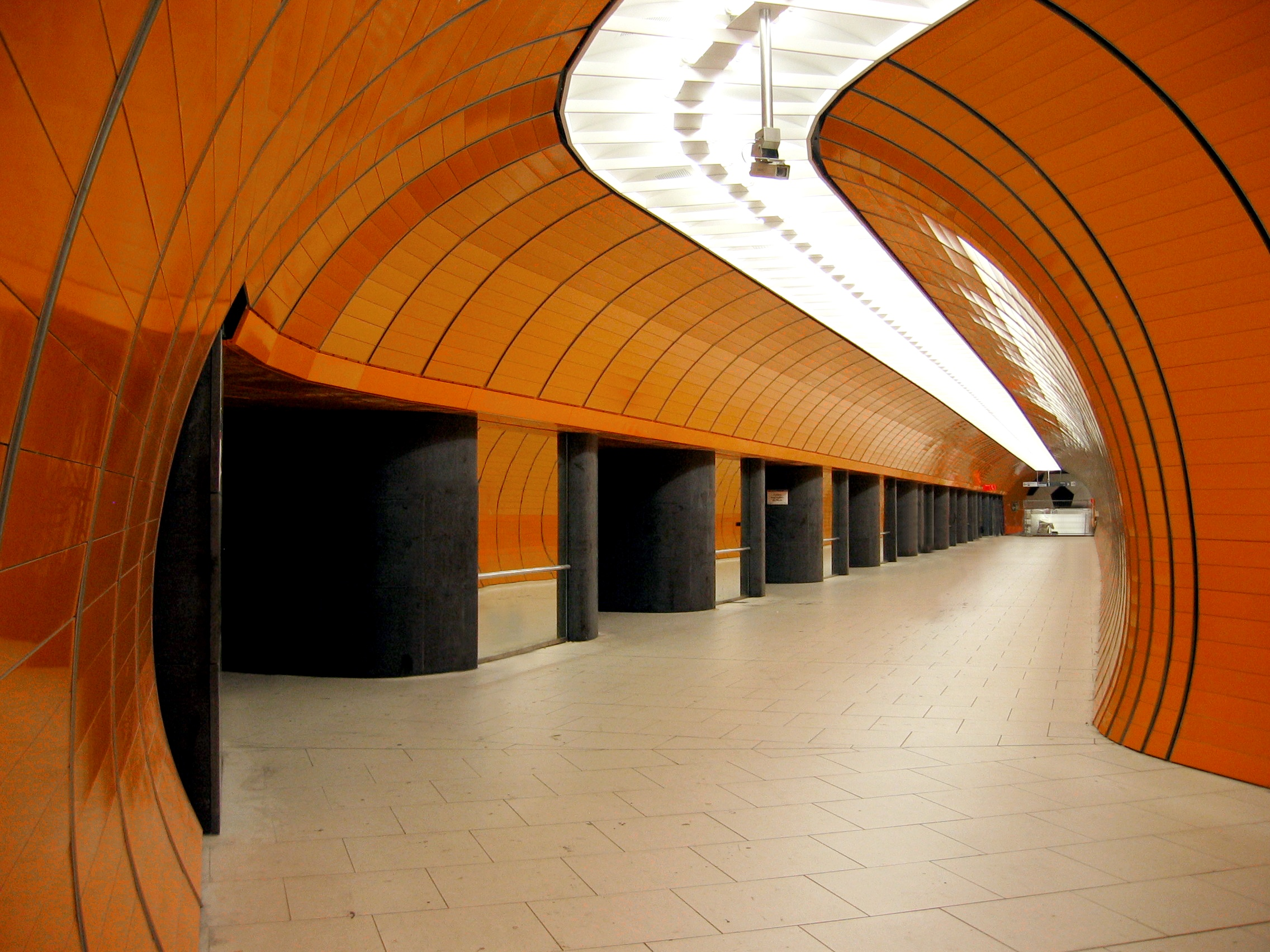
Marienplatz
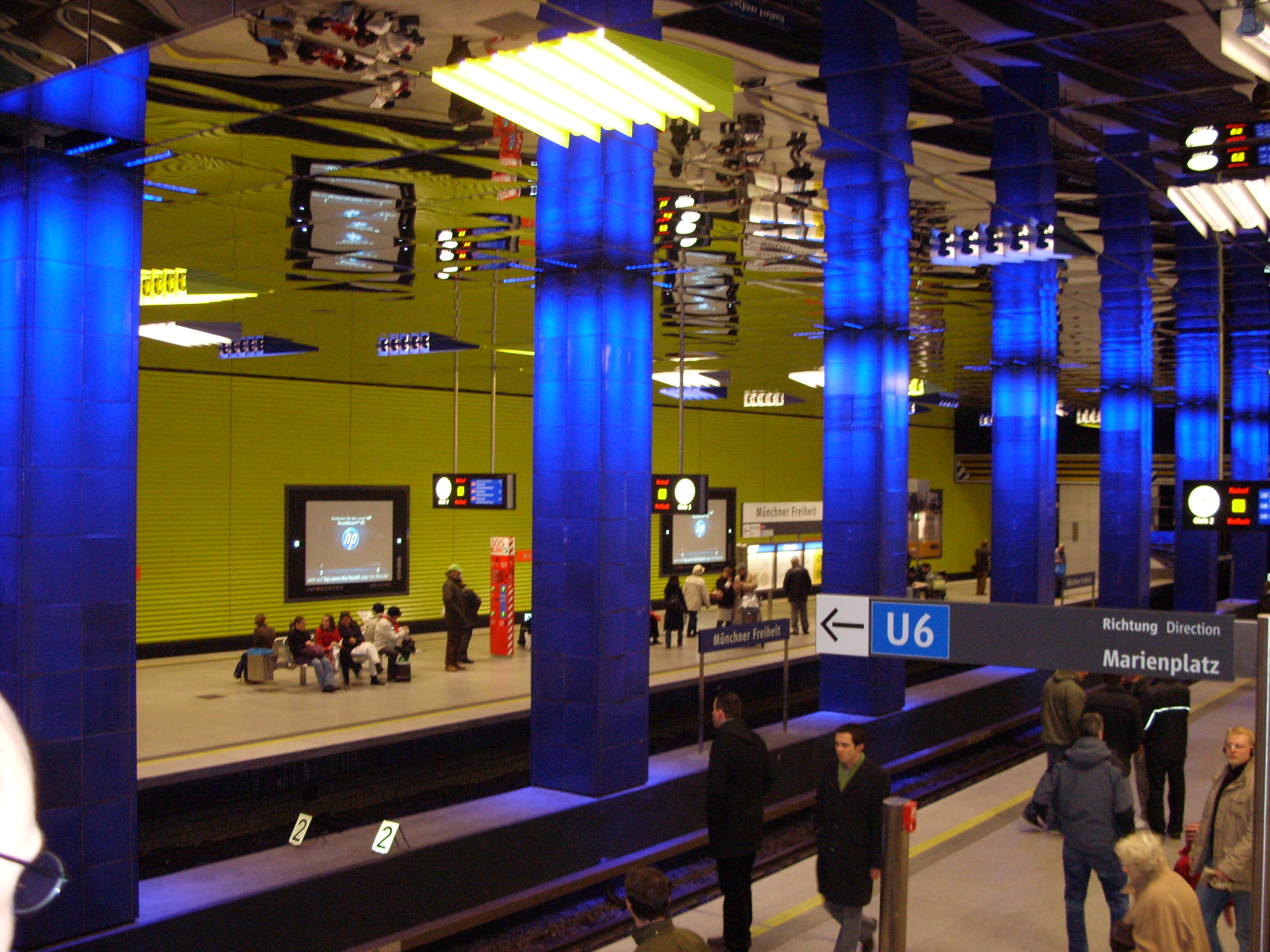
Münchner Freiheit
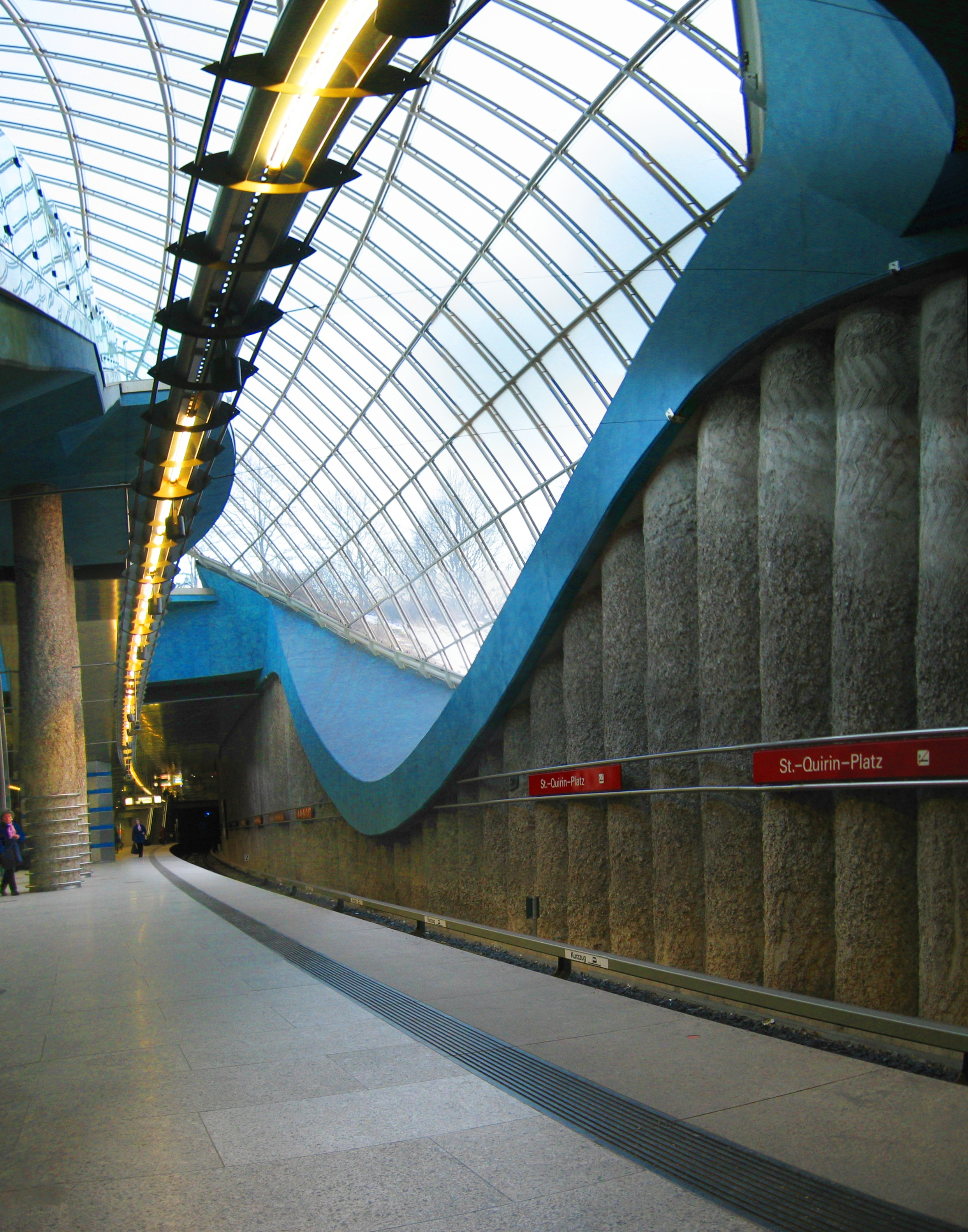
St.-Quirin-Platz

## Vagnpark
Tunnelbanan använder sig av tre modeller: A, B och C. 

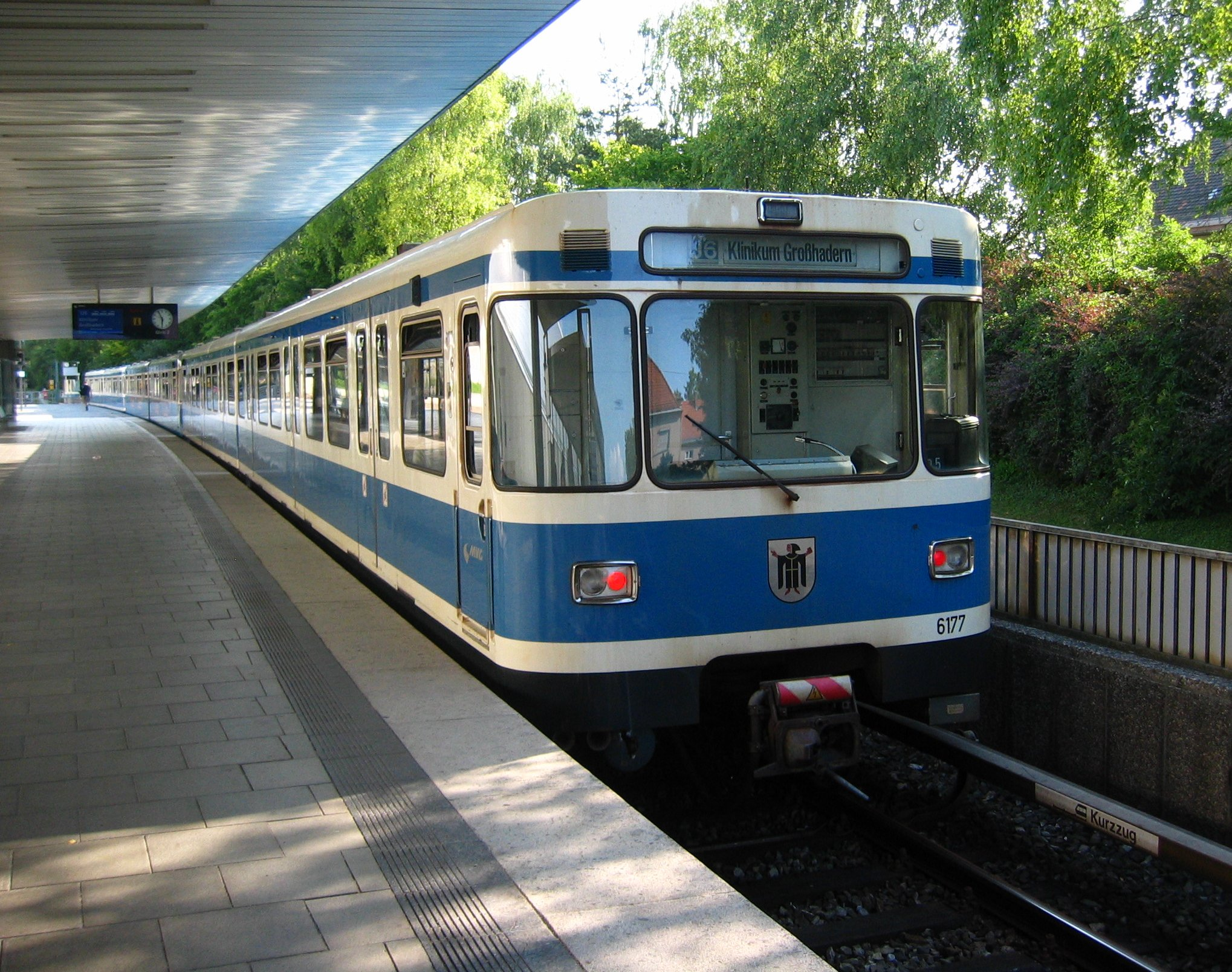
A
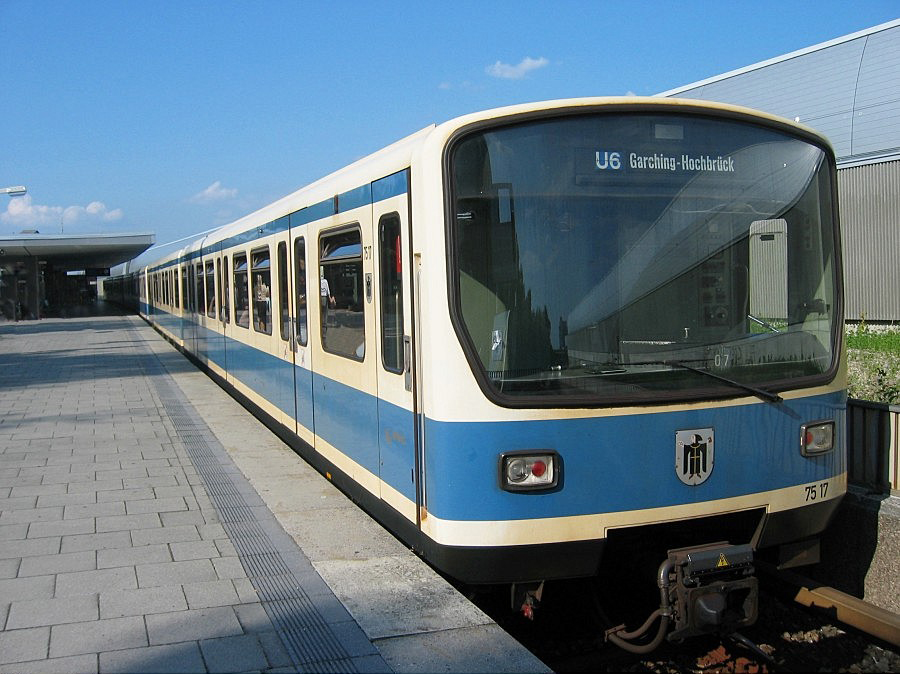
B
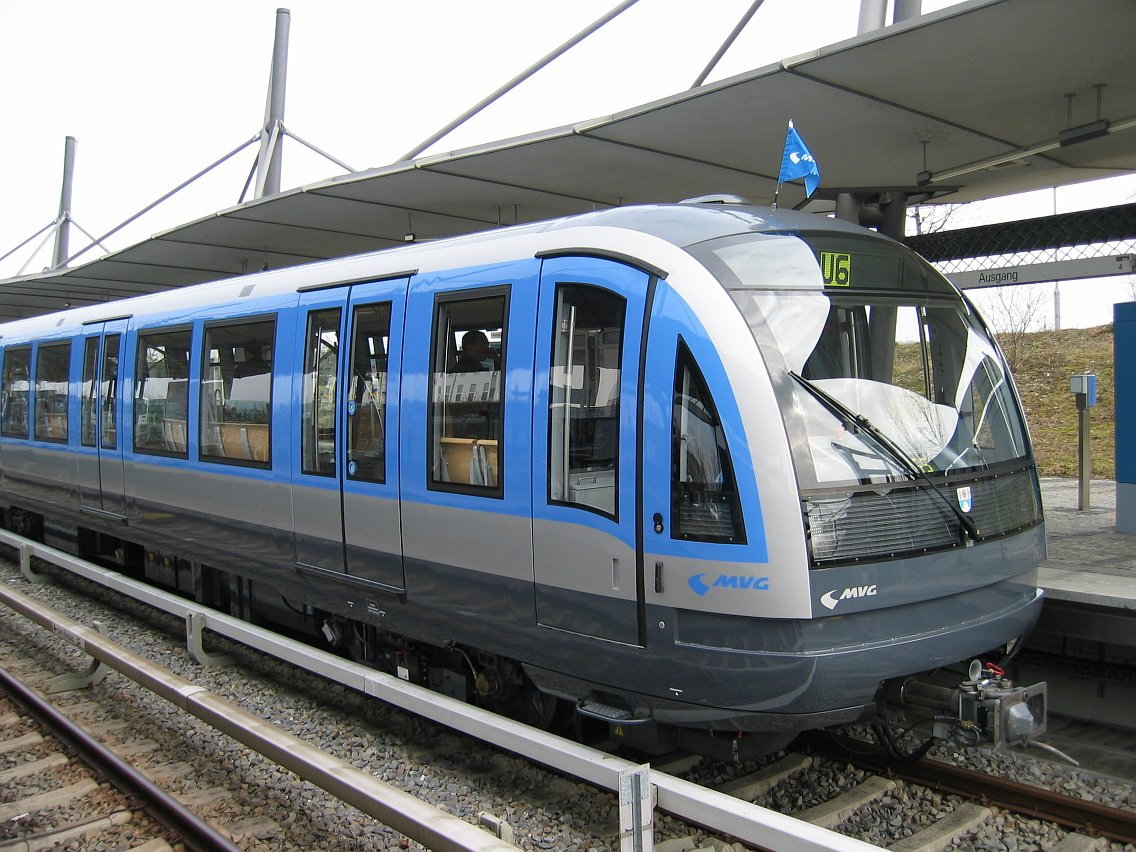
C